# Micrurus surinamensis
Espèce
Synonymes
- Elaps surinamensis Cuvier, 1817

Micrurus surinamensis est une espèce de serpents de la famille des Elapidae. 

## Répartition
Cette espèce se rencontre en Colombie, au Venezuela, au Guyana, au Suriname, en Guyane, au Brésil, en Bolivie, au Pérou et en Équateur.

## Étymologie
Son nom d'espèce, composé de surinam[e] et du suffixe latin -ensis, « qui vit dans, qui habite », lui a été donné en référence au lieu de sa découverte.

## Publication originale
- Cuvier, 1817 : Le règne animal distribué d’après son organisation, pour servir de base à l’histoire naturelle des animaux et d’introduction a l’anatomie comparée. Vol. 2. Les reptiles, les poissons, les mollusques et les annélides, Déterville, Paris.